# Hekstaartleguaan
De hekstaartleguaan (Callisaurus draconoides) is een hagedis uit de familie Phrynosomatidae.

## Naam en indeling
De wetenschappelijke naam van de soort werd voor het eerst voorgesteld door Henri Marie Ducrotay de Blainville in 1835. Het is de enige soort uit het monotypische geslacht Callisaurus. De wetenschappelijke geslachtsnaam Callisaurus betekent vrij vertaald 'prachtige hagedis'; calli = prachtig en sauros = hagedis. De Nederlandstalige naam slaat op de opvallend wit-zwart gebandeerde staart. In andere talen wordt de soort wel 'zebrastaart-hagedis' genoemd, zoals het Duitse zebraschwanzleguan en het Engelse zebra-tailed lizard.

### Ondersoorten
Er worden negen ondersoorten erkend, welke onderstaand zijn weergegeven met de auteur en het verspreidingsgebied, voor zover bekend.
| Naam                                 | Auteur                 | Verspreidingsgebied                                              |
| ------------------------------------ | ---------------------- | ---------------------------------------------------------------- |
| Callisaurus draconoides bogerti      | Martin Del Campo, 1943 | Mexico                                                           |
| Callisaurus draconoides brevipes     | Bogert & Dorson, 1942  | Mexico                                                           |
| Callisaurus draconoides carmenensis  | Dickerson, 1919        | Mexico (Camen)                                                   |
| Callisaurus draconoides crinitus     | Cope, 1896             | ?                                                                |
| Callisaurus draconoides draconoides  | Blainville, 1835       | De rest van het verspreidingsgebied                              |
| Callisaurus draconoides inusitatus   | Dickerson, 1919        | Mexico                                                           |
| Callisaurus draconoides myurus       | Richardson, 1915       | ?                                                                |
| Callisaurus draconoides rhodostictus | Cope, 1896             | Mexico (Baja California), Verenigde Staten (Californië, Arizona) |
| Callisaurus draconoides ventralis    | Hallowell, 1852        | Verenigde Staten (Californië, Arizona, Nevada)                   |

## Uiterlijke kenmerken

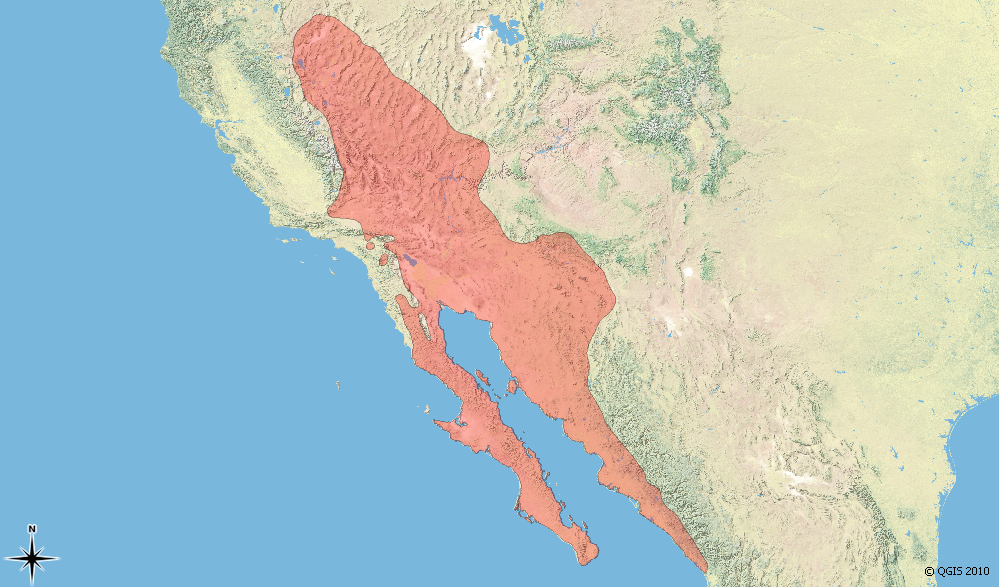
Verspreidingsgebied in het rood.

De hekstaartleguaan heeft een lichtbruine, zandachtige kleur, de buikzijde is lichter. Mannetjes hebben geelgroene flanken met een blauwe en een zwarte vlek in de voorpootoksel. De staart is zwart-wit gebandeerd en duidelijk afgetekend. Bij bedreiging wordt de staart boven het lichaam gehouden.

## Verspreiding en habitat
De hagedis komt voor in de kuststreek van noordwestelijk Mexico en zuidwestelijk Amerika.
De habitat bestaat uit droge gebieden met weinig plantengroei zoals scrubland, gematigde woestijnen of hete woestijnen. De hagedis kan worden aangetroffen in zandduinen, kustduinen en op stranden.

## Beschermingsstatus
Door de internationale natuurbeschermingsorganisatie IUCN is de beschermingsstatus 'veilig' toegewezen (Least Concern of LC).